# Ixora engganensis
Ixora engganensis är en måreväxtart som beskrevs av Cornelis Eliza Bertus Bremekamp. Ixora engganensis ingår i släktet Ixora och familjen måreväxter. Inga underarter finns listade i Catalogue of Life.